# Sutivan
Sutivan je općina u Hrvatskoj, u Splitsko-dalmatinskoj županiji.

## Općinska naselja
Jedino naselje je mjesto Sutivan.

## Zemljopis
Sutivan je sa svojih 822 stanovnika zasigurno jedna od najmanjih hrvatskih općina, smještena na otoku Braču - nasuprot Splita, protežući se duž sjeverozapadne obale otoka od Miraca do Bobovišća.

## Stanovništvo

### Popis 2011.
Prema popisu stanovništva iz 2011. godine, Općina Sutivan ima 822 stanovnika. Većina stanovništva su Hrvati s 94,65 %, a po vjerskom opredijeljenju većinu od 86,37 % čine pripadnici katoličke vjere.
| broj stanovnika | 1556  | 1666  | 1798  | 1880  | 1746  | 1505  | 1624  | 962   | 713   | 704   | 641   | 584   | 601   | 641   | 759   | 822   | 936   |
|                 | 1857. | 1869. | 1880. | 1890. | 1900. | 1910. | 1921. | 1931. | 1948. | 1953. | 1961. | 1971. | 1981. | 1991. | 2001. | 2011. | 2021. |

| broj stanovnika | 1556  | 1666  | 1798  | 1880  | 1746  | 1505  | 1624  | 962   | 713   | 704   | 641   | 584   | 601   | 641   | 759   | 822   | 936   |
|                 | 1857. | 1869. | 1880. | 1890. | 1900. | 1910. | 1921. | 1931. | 1948. | 1953. | 1961. | 1971. | 1981. | 1991. | 2001. | 2011. | 2021. |

## Povijest
Ime Sutivan službeno je ime nastalo od imena starokršćanske bazilike sanctus Johannes, iako ga mještani i ostali otočani nazivaju isključivo Stivan, a u tom obliku se javlja i u raznim povijesnim ispravama. Od 250 stanovnika početkom 18. stoljeća pa preko 1875 stanovnika 1890. godine Stivan danas ima oko 700 stalnih stanovnika.
Do opadanja je došlo, kao i u cijeloj Dalmaciji, nakon vinske klauzule, te bolesti vinove loze - peronospore i žiloždere, koje su opustošili bračko gospodarstvo.
Godine 1611. Sutivan je imao 196 duša od pričesti, 1618. oko 200 duša od pričesti, 1681. godine 260, a 1697. 300 stanovnika. Taj se broj zadržao i 1718., ali je 1738. naselje već imalo 400 duša od pričesti odnosno 450 stanovnika. Do 1763. broj stanovnika raste na 500, a 1772. u Sutivanu živi 700 ljudi. Radi zaštite od gusarskih napada u mletačko-osmanskim ratovima sagrađen je Kaštil u istočnom dijelu luke, a sagradio ga je na morskom žalu Janko Marijanović-Dražoević nazvan konte Janko podrijetlom iz Poljica. Donji jaki i kosi zidovi toga kaštela iz 17. stoljeća građeni su od tesana kamenja. Malo podalje je oko 1700. godine splitski pjesnik Jerolim Kavanjin sagradio svoj ljetnikovac u baroknom stilu, s dvorištem i parkom. Tu je ispjevao svoju Velepjesan. Na južnim dvorišnim vratima uklesao je natpis OSTIVM NON HOSTIVM (Prijateljima, a ne neprijateljima). 
Stara sutivanska Loža u Velikoj zgradi služila je za sastanke, dok je Mala zgrada služila za tamnicu. Svi su ti objekti davali određeni pečat tome naselju. Sutivanska župna crkva Uznesenja Marijina nadograđena i proširena 1772. u baroknom stilu ukrašena je mnogim umjetninama. Privatna muška osnovna škola osnovana je 1837., a nastavu je održavao mjesni župnik dok ju nije tri godine kasnije tadašnja pokrajinska vlast priznala državnom školom. Ženska osnovna škola otvorena je 1882., a u objema školama hrvatski je kao nastavni jezik uveden 1886. godine. U Sutivanu je 1822. bio liječnik Andrija Definis i ljekarnik Jakov Dešković. 1873. godine Sutivan ima općinskoga liječnika i dvije primalje.
U 1893. godini Stivan je proizvodio oko 9300 hektolitara vina i 3500 hektolitara ulja - 1/4 ukupne Bračke proizvodnje. 
Između 1880. i 1900. godine Stivanjani su se masovno iseljavali, najviše u Čile, SAD, Argentinu i Boliviju. Radi blizine kopna (do splitske luke 13.000 metara) od drevnih je vremena snažna veza Sutivana sa Splitom, od Dioklecijanova vremena pa do danas, a primjer je raskošni ljetnikovac hrvatskog književnika Jerolima Kavanjina,(koji je nedavno stradao u požaru) s baroknim perivojem, u kojem je napisao najopsežniji spjev u hrvatskoj književnosti “Bogatstvo i uboštvo”, s 32.658 stihova u 30 pjevanja.
17. studenoga 1991. su na mjestu Golom Brdu kod Sutivana poginula dvojica hrvatskih branitelja Domovinskog rata Nikša Dragičević i Luka Martinić. 20 godina poslije, na tom istom mjestu je otkriven spomenik hrvatskim braniteljima Domovinskog rata, djelo hrvatskog akademskog kipara Lovre Jakšića. Nalazi se na mjestu na kojem su na taj isti nadnevak 1991. godine poginula ta dvojica bračkih branitelja. Samo otkrivanje je dio komemoracije 20. obljetnice pomorske bitke u Splitskim vratima i Bračkom kanalu u kojoj su sudjelovali branitelji s otoka Brača i Šolte, u kojoj su hrvatske snage izvojevale pobjedu, prisilivši brodovlje JRM povući se, prekinuli pomorsku blokadu i omogućivši konačno slobodnu plovidbu tim dijelom hrvatskog pomorja.

## Poznate osobe
- Vanja Ilić, hrv. plivač, hrvatski, jugoslavenski i čileanski državni rekorder[9]
- Jerolim Kavanjin - hrvatski barokni pjesnik
- Androniko Lukšić - najbogatiji Hrvat i jedan od bogatijih svjetskih poduzetnika.
- Vedran Jutronić - športaš
- Ivan Marinković Slavko - narodni heroj
- Amalia Rendić - čileanska književnica
- Antonio Rendic - čileanski književnik, liječnik, u postupku beatifikacije
- Ivan Ivanović Jutronić, trgovac, javni djelatnik u Čileu
- Branko Lukšić, povratnik u Hrvatsku iz Čilea, legenda hrvatskog planinarstva[10]

## Spomenici i znamenitosti
Sakralni objekti:
- Crkvica Sv. Ivana na temeljima starokršćanske bazilike iz 6. stoljeća
- Župna crkva Uznesenja Marijina iz 1579. godine
- Crkva Sv. Roka iz 1635. godine

Ostalo:
- Kula Marijanović iz 17. stoljeća
- Ljetnikovac Jerolima Kavanjina iz 1690. godine
- Mlin na vjetar
- Sklop kuća Ilić iz 1505. godine
- Zgrada općine
- Katakombe na novom groblju iz 1634. godine
- Sklop kuća Definis
- spomenik hrvatskim braniteljima, djelo akad. kipara Lovre Jakšića
- antički brodolom iz kasne antike, u moru pored mjesta

## Kultura
Sveti Roko zaštitnik je Sutivana. Na njegov se blagdan održava procesija u kojoj sudjeluju članovi bratovštine koji bosi nose njegov kip.

## Šport
- Boćarski klub Stivan

### Članci
- Dragić, Marko. 2013. Sveti Rok u tradicijskoj katoličkoj baštini Hrvata. Nova prisutnost. Kršćanski akademski krug. Zagreb. 11 (2): 165–182

- Brački zbornik br. 6, Dasen Vrsalović-Povijest otoka Brača, Skupština općine Brač, Supetar 1968.

## Vanjske poveznice
- Službena stranica općine Sutivan